# ダリオ・グランディネッティ
ダリオ・グランディネッティ（スペイン語: Darío Grandinetti、1959年3月5日 - ）は、アルゼンチン・サンタフェ州ロサリオ出身の俳優。国際エミー賞を受賞している。ペドロ・アルモドバル監督の作品としては『トーク・トゥ・ハー』と『ジュリエッタ』に出演し、アルモドバルが製作を務めた『人生スイッチ』にも出演した。サッカークラブのCAリーベル・プレートのファンである。

## 経歴

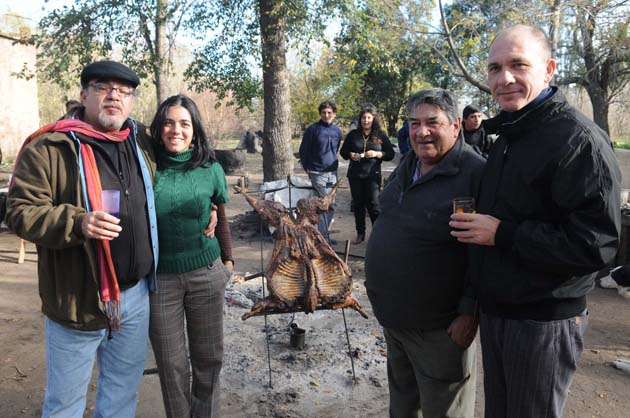
グランディネッティ（右端）

グランディネッティは1980年にテレビ俳優としてデビューし、1984年の『Darse cuenta』で映画デビュー、徐々に映画俳優に移行した。主にアルゼンチン映画かアルゼンチンが製作に関与する作品に出演しているが、1998年にはボリビアの『El Día que murió el silencio』に出演し、初めて国外で製作された作品に出演した。
1989年から1992年にはエウラリア・ロンバルテ・リョルカと結婚して2子を儲けている。1995年4月7日には女優のマリサ・モンディーノと結婚して一子を儲けた。
近年にはいくつものスペイン映画に出演しており、スペインのテレビドラマにゲストとして出演することもある。2012年には国際エミー賞を受賞し、同賞を受賞した初のアルゼンチン人俳優となった。

## 出演作品

### 映画
| - Darse cuenta, 1984 - Esperando la carroza, 1985 - La Búsqueda, 1985 - Les Longs manteaux, 1986 - Seguridad personal, 1986 - Las puertitas del señor López, 1988 - Cien veces no debo, 1990 - La Pandilla aventurera, 1990 - El lado oscuro del corazón, 1992 - La Balada de Donna Helena, 1994 - Las Cosas del querer: Segunda parte, 1995 - No te mueras sin decirme adónde vas, 1995 - El Dedo en la llaga, 1996 - Despabílate amor, 1996 - Sus ojos se cerraron y el mundo sigue andando, 1997 - El Día que Murió el Silencio, 1998 - El Amateur, 1999 | - Operación Fangio, 1999 - La casa de Tourner, 2001 - El lado oscuro del corazón 2, 2001 - 『トーク・トゥ・ハー』Hable con ella 2002 - Ilusión de movimiento, 2003 - Tiempo de tormenta, 2003 - Killing Words, 2003 - El juego de Arcibel, 2003 - Ciudad del sol, 2003 - El año del diluvio 2004 - 『今夜、列車は走る』Próxima salida, 2004 - Segundo asalto, 2005 - La peli, 2006 - Quiéreme, 2007 - 『人生スイッチ』Relatos salvajes, 2014 - Francis: Pray for me, 2015 - 『ジュリエッタ』Julieta, 2016 |

## テレビ
- Dónde pueda quererte, 1980
- Coraje mamá, 1985
- Querido salvaje, 1986
- Ficciones, 1987
- El Oro y el barro, 1992
- Apasionada, 1993
- Los Machos, 1994
- Fiscales, 1998
- Chiquititas, 1999